# Chirchiq (rzeka)
Chirchiq (ros. Чирчик, Czirczik) – rzeka w Uzbekistanie, prawy dopływ Syr-darii. Długość 155 km, dorzecze 14,9 tys. km². Wypływa z czarwakskiego zbiornika retencyjnego. Przed jego powstaniem Chirchiq tworzyło połączenie rzek Chotqol i Piskom. W dolinie rzeki leżą miasta Gʻazalkent, Chirchiq, Taszkent oraz osady Chorvoq, Iskandar, Bektemir i Olmazor.